# ロールス・ロイス グリフォン

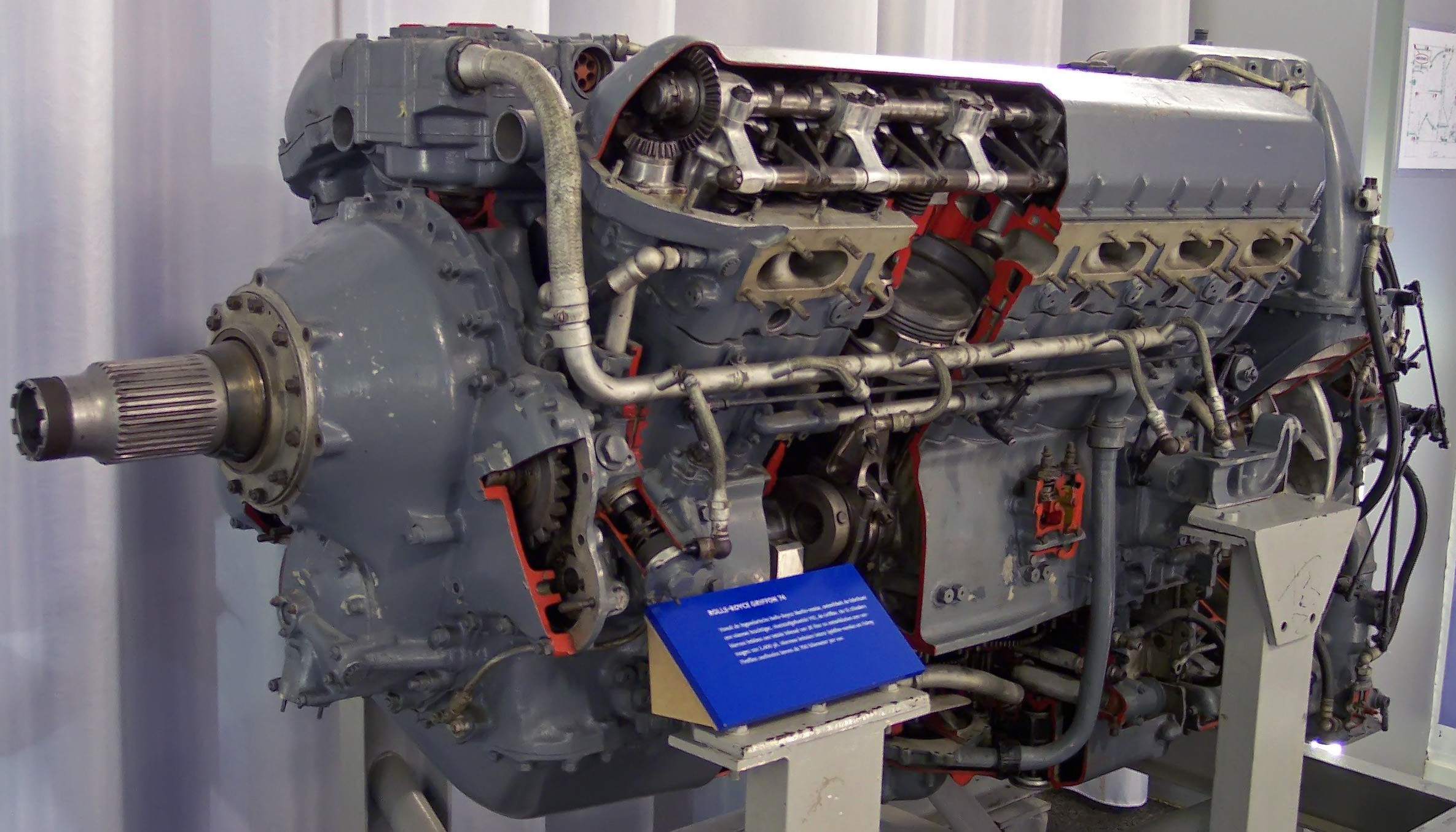

グリフォン（Griffon ）はイギリスのロールス・ロイスが開発、生産した航空機用レシプロエンジンである。
マーリンを元に爆撃機用として開発され、ボア 6in×ストローク 6+5/8in（φ152.5mm×167.6 mm）の排気量2,240立方インチ (36,700 cc)に拡大したが、寸法も重量もさほど増加しなかったため戦闘機用としても重宝され、第二次世界大戦後期に活躍した。元は過給器が二段二速であったが後には二段三速の過給器を装備したモデルを追加がされ、2,000 hpを越える高出力と、極めて高い信頼性を併せ持つエンジンになった。生産台数は8,108台でマーリンには遠く及ばなかったが、1997年になっても少数が民間で運用されていた。